# Condica infelix
Condica infelix là một loài bướm đêm trong họ Noctuidae.